# Josef Makosch
Josef Makosch (* 4. Juni 1896 in Eichenau; † 1975 in Düsseldorf) war ein deutscher SS-Führer. Er wurde bekannt als Angeklagter eines Nachkriegsprozesses im Zusammenhang mit der Röhm-Affäre von 1934.

## Leben und Wirken
Zum 1. März 1931 trat Makosch in die NSDAP ein (Mitgliedsnummer 480.898). 1931 wurde er außerdem Mitglied der SS (SS-Nummer 6.516).
1934 war Makosch Führer der SS-Standarte 43 in Frankenstein. Während der Röhm-Affäre verhaftete Makosch den Leiter der SA-Motorsportschule in Kroischwitz, SA-Hauptsturmführer Herbert Ender. Zusammen mit dem Untersturmführer Erich Moschner vernahmen sie den Mann in der Grenadierkaserne in Schweidnitz. Nachdem dieser sich nicht eindeutig genug von dem angeblich putschenden Röhm distanziert hatte, brachten Makosch und Moschner Ender auf das Gelände des Neumühlwerks und erschossen ihn dort.
1936 wurde Makosch aus der SS und der NSDAP ausgeschlossen, weil er während der Röhm-Affäre seine Untergebenen zu eigenmächtigem Vorgehen gegen politische Gegner ermuntert hatte. Später war Makosch noch dreimal aus politischen Gründen für kürzere Zeit in Haft, unter anderem anlässlich der Reichskristallnacht vom November 1938, wo er gegen die Übergriffe auf Juden eingetreten war.
Während des Zweiten Weltkriegs gehörte Makosch der Wehrmacht an, bis er Anfang 1942 entlassen wurde. Später lebte er als Handelsvertreter für Uhren und Bestecke in Hameln.
Am 4. und 5. März 1953 wurde Makosch vom Schwurgericht beim Landgericht Hannover wegen der Erschießung Enders im Jahr 1934 verurteilt (Verfahrensaktenzeichen 2 Ks 1/53).